# Mỹ Long (phường)
Mỹ Long là một phường thuộc thành phố Long Xuyên, tỉnh An Giang, Việt Nam.

## Địa lý
Phường Mỹ Long có vị trí địa lý:
- Phía đông giáp xã Mỹ Hòa Hưng và huyện Chợ Mới
- Phía tây giáp phường Mỹ Xuyên
- Phía nam giáp phường Mỹ Phước
- Phía bắc giáp phường Mỹ Bình.

Phường có diện tích 1,24 km², dân số năm 2019 là 16.750 người, mật độ dân số đạt 13.508 người/km².

## Hành chính
Phường Mỹ Long được chia thành 8 khóm: 1, 2, 3, 4, 5, 6, 7 và Phó Quế.

## Lịch sử
Ngày 12 tháng 1 năm 1984, Hội đồng Bộ trưởng ban hành Quyết định 8-HĐBT. Theo đó, thành lập phường Mỹ Xuyên trên cơ sở tách khóm 4, khóm 7 của phường Mỹ Long và một phần ấp Tây Khánh A của xã Mỹ Hòa.

## Di tích
Trên địa bàn phường Mỹ Long hiện có 2 di tích cấp quốc gia, đó là đình Mỹ Phước và chùa Ông Bắc.

## Hình ảnh

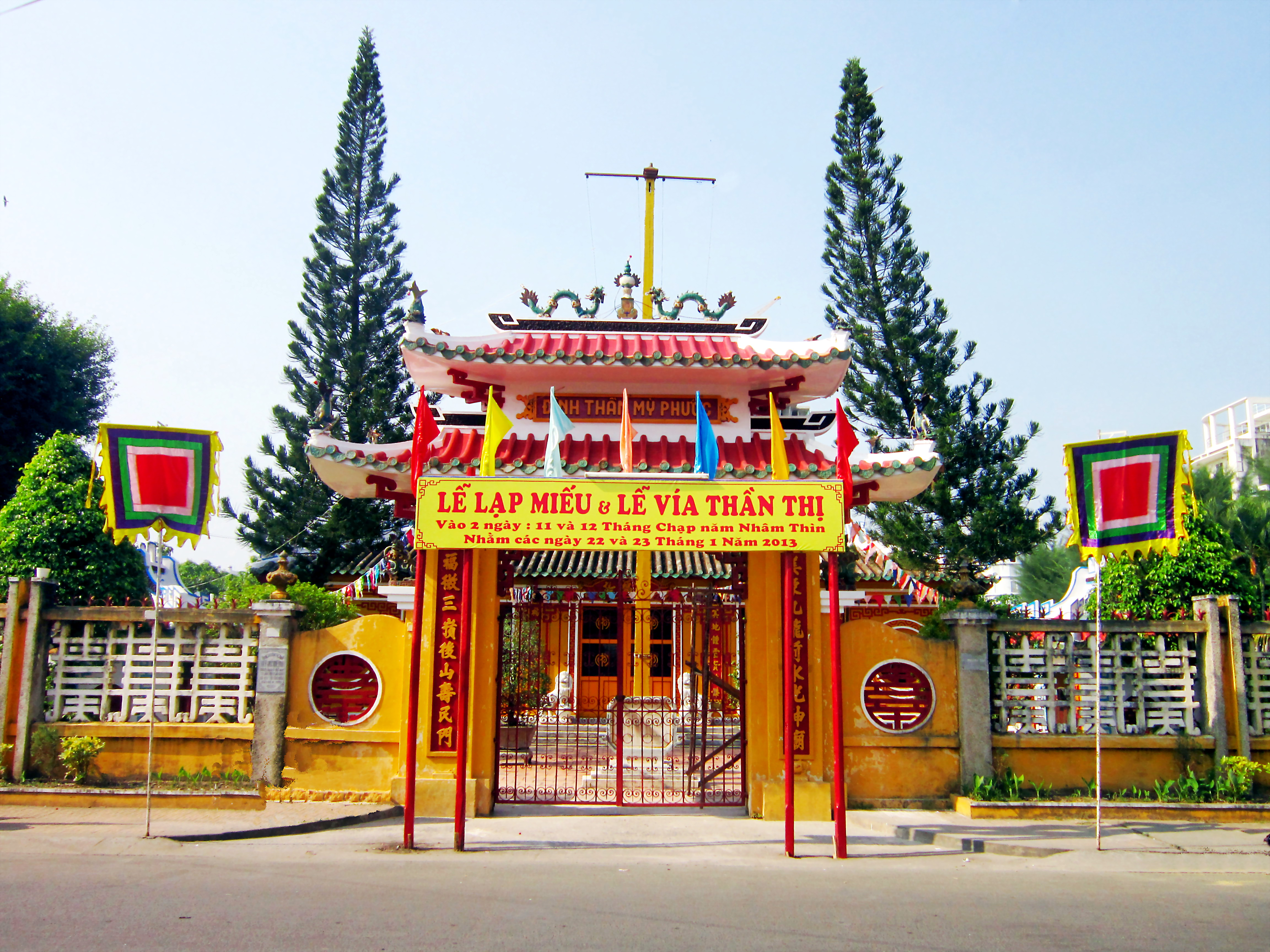
Đình Mỹ Phước.
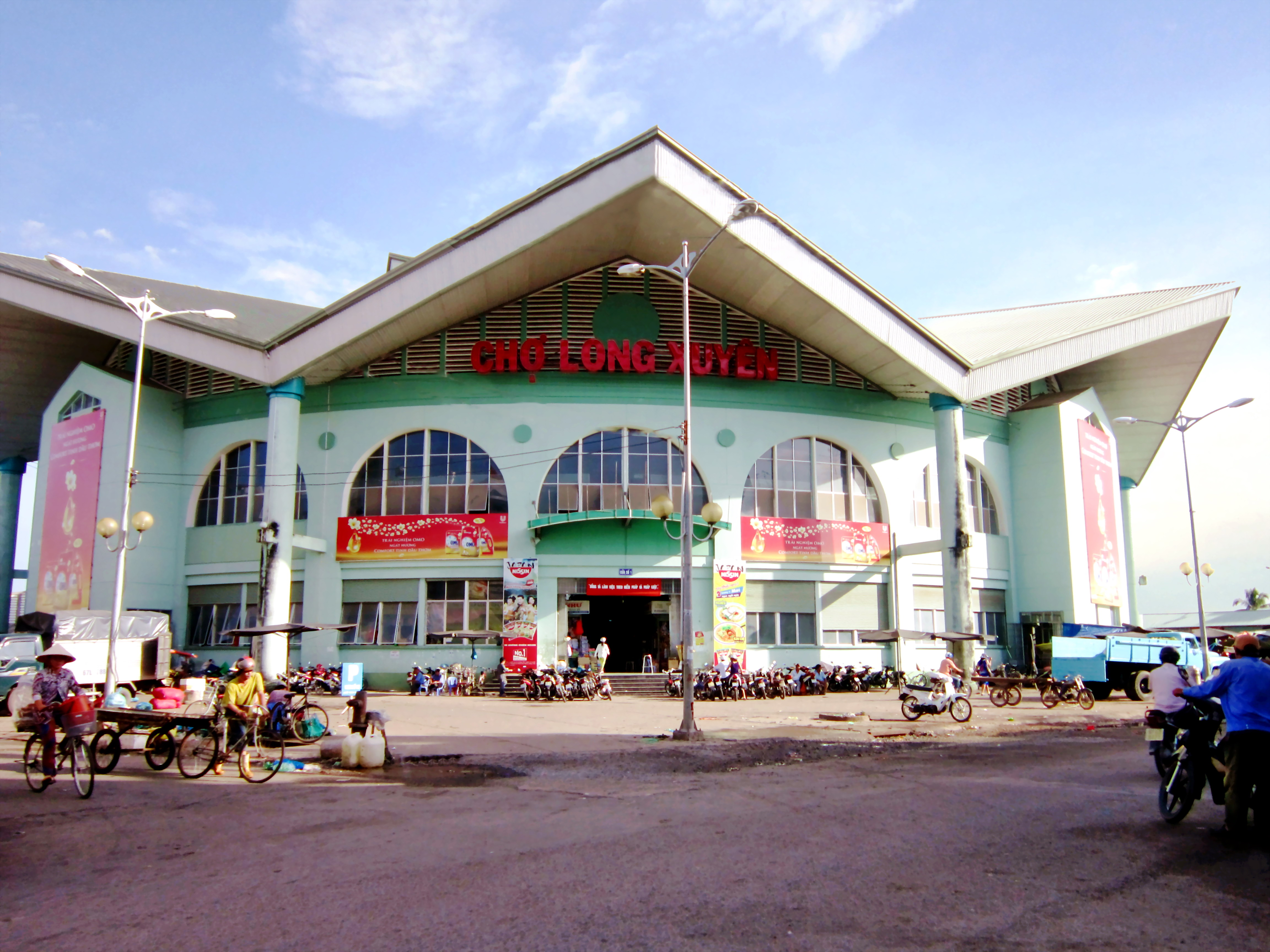
Chợ Long Xuyên nằm trên địa bàn phường Mỹ Long.
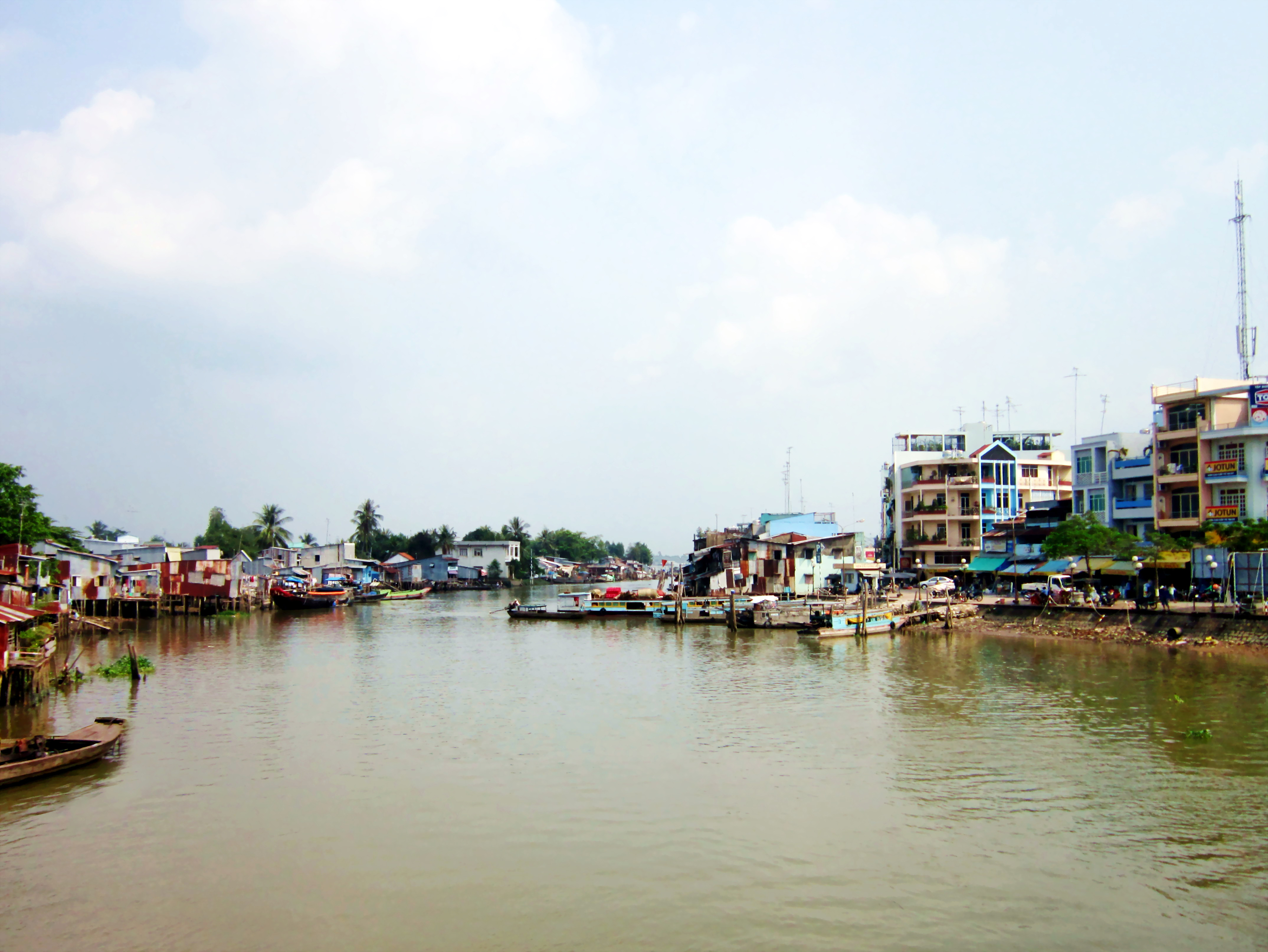
Khu vực bến tàu Long Xuyên (phải ảnh) ở phường Mỹ Long.
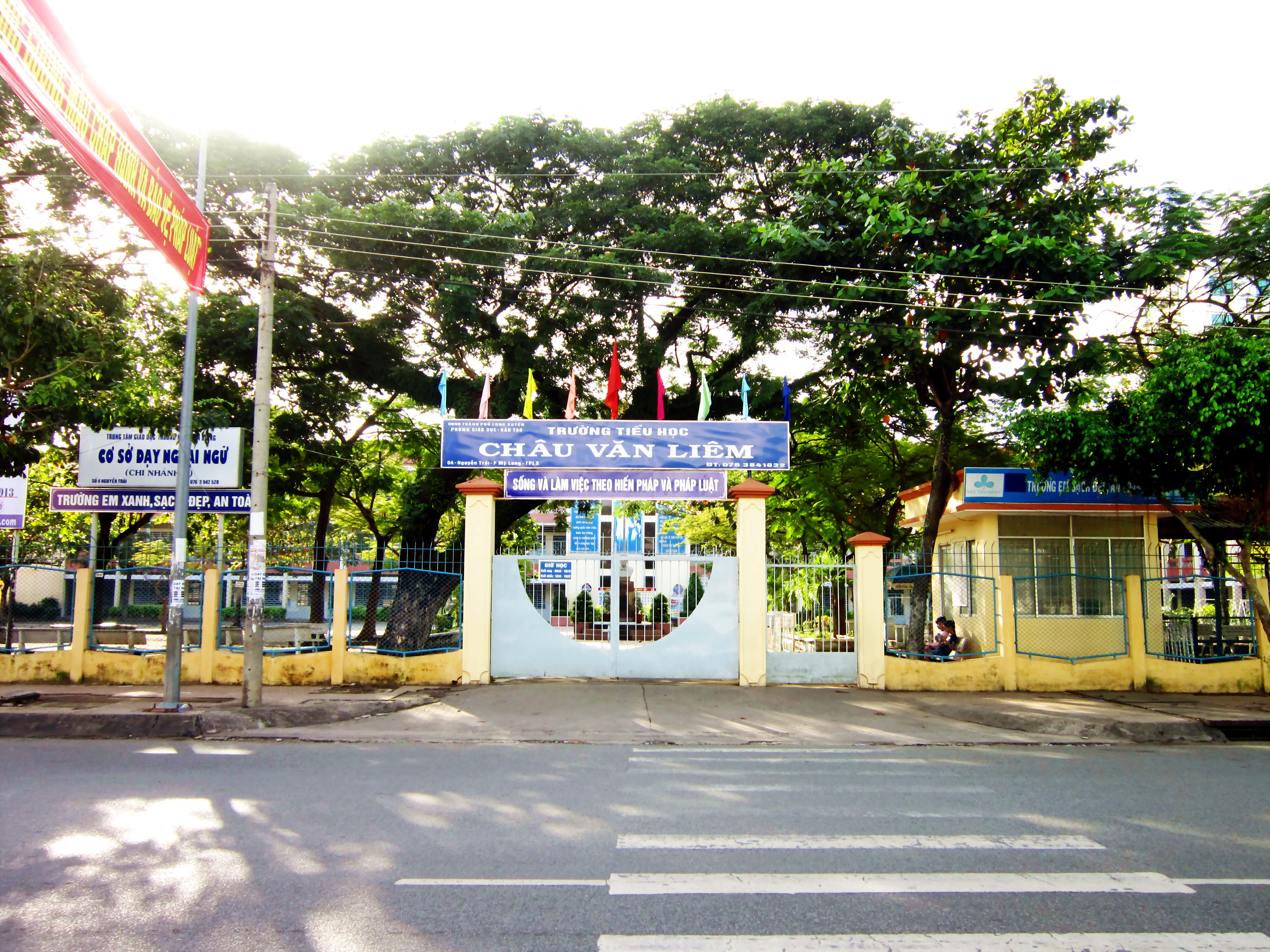
Trường Tiểu học Châu Văn Liêm ở phường Mỹ Long.
Công viên nhỏ ở trung tâm phường Mỹ Long.